# Blåskäggig hjälmkolibri
Blåskäggig hjälmkolibri (Oxypogon cyanolaemus) är en akut utrotningshotad fågel i familjen kolibrier. Den förekommer endast i bergsområdet Sierra Nevada de Santa Marta i nordöstra Colombia. 

## Utseende
Blåskäggig hjälmkolibri är en medelstor (11,2–12,7 cm) kolibri med tydlig tofs och förlängda strupfjädrar som formar som ett skägg. Tofsen är mestadels vit. Från huvudets baksida och vidare runt örontäckarna och ner till bröstsidorna syns ett tydligt vitt streck som ramar in ansiktet. I "skäggets" mitt syns metalliskt purpurblå fjädrar. På stjärten syns ett beigevitt område på yttre stjärtpennorna. Flyktlätet ska likna grön öronkolibri men inspelningar saknas.

## Utbredning och systematik
Den återfinns i Sierra Nevada de Santa Marta i nordöstra Colombia. De fyra arterna i släktet Oxypogon betraktades fram tills nyligen utgöra en och samma art, O. guerinii (då med det svenska trivialnamnet hjälmkolibri) och vissa gör det fortfarande.

## Status
Blåskäggig hjälmkolibri är mycket fåtalig med ett uppskattat bestånd av under 1000 vuxna individer. Den tros också minska i antal till följd av habitatförlust, orsakat av överbetning, avskogning och bränder. Redan i början av 1900-talet beskrevs den som sällsynt. Efter 1946 sågs den inte till trots omfattande eftersökningar förrän i mars 2015 när tre individer återfanns. Internationella naturvårdsunionen IUCN kategoriserar den som starkt hotad.